# Nassima Smail
Nassima Smail (* 10. Januar 2001) ist eine algerische Leichtathletin, die sich auf den Hindernislauf spezialisiert hat.

## Sportliche Laufbahn
Erste internationale Erfahrungen sammelte Nassima Smail im Jahr 2017, als sie bei den Arabischen U18-Meisterschaften in Radès in 7:29,41 min die Bronzemedaille über 2000 m Hindernis gewann. 2023 gewann sie bei den Arabischen U23-Meisterschaften ebendort in 11:09,15 min die Bronzemedaille über 3000 m Hindernis und anschließend belegte sie bei den Panarabischen Spielen in Algier in 10:28,42 min den sechsten Platz. 2025 gewann sie ben Arabischen Meisterschaften in Oran in 10:20,54 min die Silbermedaille hinter der Tunesierin Rihab Dhahri.
In den Jahren 2023 und 2024 wurde Smail algerische Meisterin im 3000-Meter-Hindernislauf.

## Persönliche Bestzeiten
- 3000 m Hindernis: 10:20,54 min, 3. Mai 2025 in Oran